# Кучук-Яценко Сергій Іванович
Сергій Іванович Кучук-Яценко (2 серпня 1930, Житомир — 22 березня 2021) — український науковець у галузі зварювання металів тиском, академік НАН України (з 1987), заступник директора Інституту електрозварювання імені Є. О. Патона НАН України (з 1986).
С. І. Кучук-Яценко народився в 1930 р. у Житомирі в родині службовця.

## Освіта і наукові звання
Вищу освіту здобув у Київському політехнічному інституті.
У 1960 р. Сергій Іванович захистив кандидатську, а в 1972 р. — докторську дисертації. 1978 року його обрано членом-кореспондентом, а в 1987 р. — академіком НАН України.

## Наукові інтереси
Від 1953 р. його наукова діяльність пов'язана з Інститутом електрозварювання ім. Є. О. Патона, де він подолав шлях від інженера до заступника директора, яким працює з 1986 р.
Крім фізико-металургійних особливостей формування з'єднань у твердій фазі, С. І. Кучук-Яценко вивчав швидкоплинні процеси під час нагрівання елементарних контактів між деталями за високих концентрацій енергії, що допомогло визначити нові напрями вдосконалення процесу оплавлення. Встановлені ним закономірності теплофізичних і деформаційних процесів, що відбуваються при контактному стиковому зварюванні деталей із різноманітних матеріалів, дали можливість по-новому пояснити природу формування з'єднань у твердій фазі. Зокрема, учений з'ясував вплив на їхню якість умов кристалізації розплаву на зварюваних поверхнях деталей у період перед деформацією.
Результати досліджень покладено в основу розробок нових способів безперервного оплавлення: імпульсного й пульсуючого, які запатентовано в багатьох країнах й успішно застосовують у різноманітних галузях промисловості.
Останніми роками Сергій Іванович вивчає контактне зварювання опором деталей з важкозварюваних сплавів, композиційних матеріалів із використанням активувальних покриттів і спеціальних прошарків, що мають композиційну структуру, зокрема з наношаруватих матеріалів. Це допомогло створити нові технології з'єднання жароміцних матеріалів на основі інтерметалідів нікелю й титану, а також інструментальних сталей і сплавів.
Під керівництвом С. І. Кучука-Яценка розроблено унікальні технології пресового зварювання й обладнання для їх реалізації, яке не має аналогів у світовій практиці, зокрема установки для зварювання залізничних рейок, магістральних трубопроводів у польових умовах, великогабаритних вузлів із високоміцних алюмінієвих сплавів, що застосовують в авіації і ракетобудуванні.
Останніми роками увага науковця зосереджена на дослідженнях особливостей формування у твердій фазі з'єднань різнорідних і важкозварюваних матеріалів, а також визначенні алгоритмів якості з'єднань.

## Відзнаки
- Орден князя Ярослава Мудрого III ст. (23 серпня 2018) — за значний особистий внесок у державне будівництво, соціально-економічний, науково-технічний, культурно-освітній розвиток України, вагомі трудові здобутки та високий професіоналізм[2]
- Орден князя Ярослава Мудрого IV ст. (23 серпня 2011) — за значний особистий внесок у становлення незалежності України, утвердження її суверенітету та міжнародного авторитету, заслуги у державотворчій, соціально-економічній, науково-технічній, культурно-освітній діяльності, сумлінне та бездоганне служіння Українському народові[3]
- Орден князя Ярослава Мудрого V ст. (9 вересня 2004) — за вагомий особистий внесок у розвиток науки, розробку і впровадження новітніх високоефективних технологій, зміцнення міжнародного авторитету вітчизняної наукової і інженерної школи у галузі зварювання[4]
- У 1966 р. за конструкцію машин для стикового зварювання рейок, що застосовують під час ремонту і спорудження безстикових залізничних колій, Сергію Івановичу в складі колективу вчених присуджено Ленінську премію.
- У 1976 р. його відзначено Державною премією УРСР за створення та промислове впровадження нової технології і високоефективних складальнозварювальних комплексів для серійного виробництва великогабаритних конструкцій з уніфікованих елементів.
- У 1986 р. за розроблення технологій і обладнання для контактного стикового зварювання конструкцій з високоміцних алюмінієвих сплавів С. І. Кучук-Яценко отримав Державну премію СРСР.
- Ордени Трудового Червоного Прапора (двічі), Знак Пошани
- У 1998 р. йому присуджено звання «Заслужений діяч науки і техніки України»[5],
- в 2000 р. — вченого нагороджено Премією ім. Є. О. Патона за наукову працю «Зварювання в твердій фазі».

## Публікації
З-під пера Сергія Івановича вийшло 640 наукових публікацій, у тому числі 9 монографій. Він має більше 350 авторських свідоцтв і понад 300 українських і закордонних патентів.

## Громадська діяльність
С. І. Кучук-Яценко добре відомий своєю активною громадською діяльністю. Він засновник і перший президент Українського товариства зварювальників, входить до складу його правління, член товариств зварників США й Англії, заступник голови вченої ради Інституту електрозварювання ім. Є. О. Патона і заступник головного редактора журналу «Автоматическая сварка».